# Сортировка с помощью двоичного дерева

Пример двоичного дерева

Сортировка с помощью двоичного дерева (сортировка двоичным деревом, сортировка деревом, древесная сортировка, сортировка с помощью бинарного дерева, англ. tree sort) — универсальный алгоритм сортировки, заключающийся в построении двоичного дерева поиска по ключам массива (списка), с последующей сборкой результирующего массива путём обхода узлов построенного дерева в необходимом порядке следования ключей. Данная сортировка является оптимальной при получении данных путём непосредственного чтения из потока (например, файла, сокета или консоли).

## Алгоритм
1. Построение двоичного дерева.
2. Сборка результирующего массива путём обхода узлов в необходимом порядке следования ключей.

## Эффективность
Процедура добавления объекта в бинарное дерево имеет среднюю алгоритмическую сложность порядка {\displaystyle O(log(n))}. Соответственно, для n объектов сложность будет составлять {\displaystyle O(n\,log(n))}, что относит сортировку с помощью двоичного дерева к группе «быстрых сортировок». Однако, сложность добавления объекта в разбалансированное дерево может достигать {\displaystyle O(n)}, что может привести к общей сложности порядка {\displaystyle O(n^{2})}.
При физическом развёртывании древовидной структуры в памяти требуется не менее чем {\displaystyle 4n} ячеек дополнительной памяти (каждый узел должен содержать ссылки на элемент исходного массива, на родительский элемент, на левый и правый лист), однако, существуют способы уменьшить требуемую дополнительную память.

## Примеры реализации
В простой форме функционального программирования на Haskell данный алгоритм будет выглядеть так:
```
data
 
Tree
 
a
 
=
 
Leaf
 
|
 
Node
 
(
Tree
 
a
)
 
a
 
(
Tree
 
a
)

insert
 
::
 
Ord
 
a
 
=>
 
a
 
->
 
Tree
 
a
 
->
 
Tree
 
a

insert
 
x
 
Leaf
 
=
 
Node
 
Leaf
 
x
 
Leaf

insert
 
x
 
(
Node
 
t
 
y
 
t'
)
 
|
 
x
 
<=
 
y
 
=
 
Node
 
(
insert
 
x
 
t
)
 
y
 
t'

insert
 
x
 
(
Node
 
t
 
y
 
t'
)
 
|
 
x
 
>
 
y
 
=
 
Node
 
t
 
y
 
(
insert
 
x
 
t'
)

flatten
 
::
 
Tree
 
a
 
->
 
[
a
]

flatten
 
Leaf
 
=
 
[]

flatten
 
(
Node
 
t
 
x
 
t'
)
 
=
 
flatten
 
t
 
++
 
[
x
]
 
++
 
flatten
 
t'

treesort
 
::
 
Ord
 
a
 
=>
 
[
a
]
 
->
 
[
a
]

treesort
 
=
 
flatten
 
.
 
foldr
 
insert
 
Leaf

```

Реализация на C++14:
```
#include
 
<memory>

#include
 
<cassert>

#include
 
<algorithm>

#include
 
<vector>

#include
 
<iostream>

using
 
namespace
 
std
;

// класс, представляющий бинарное дерево

class
 
BinaryTree

{

protected
:

  
// узел бинарного дерева

  
struct
 
BinaryTreeNode

  
{

    
shared_ptr
<
BinaryTreeNode
>
 
left
,
 
right
;
 
// левое и правое поддерево

    
int
 
key
;
 
// ключ

  
};

  
shared_ptr
<
BinaryTreeNode
>
 
m_root
;
 
// корень дерева

  

protected
:

  
// рекурсивная процедура вставки ключа

  
// cur_node - текущий узел дерева, с которым сравнивается вставляемый узел

  
// node_to_insert - вставляемый узел

  
void
 
insert_recursive
(
const
 
shared_ptr
<
BinaryTreeNode
>&
 
cur_node
,
 
const
 
shared_ptr
<
BinaryTreeNode
>&
 
node_to_insert
)

  
{

      
assert
(
cur_node
 
!=
 
nullptr
);

      
// сравнение

      
bool
 
insertIsLess
 
=
 
node_to_insert
->
key
 
<
 
cur_node
->
key
;

      
if
(
insertIsLess
)

      
{

        
// вставка в левое поддерево

        
if
(
cur_node
->
left
 
==
 
nullptr
)

          
cur_node
->
left
 
=
 
node_to_insert
;

        
else

          
insert_recursive
(
cur_node
->
left
,
 
node_to_insert
);

      
}

      
else

      
{

        
// вставка в правое поддерево

        
if
(
cur_node
->
right
 
==
 
nullptr
)

          
cur_node
->
right
 
=
 
node_to_insert
;

        
else

          
insert_recursive
(
cur_node
->
right
,
 
node_to_insert
);

      
}

  
}

public
:

  
void
 
insert
(
int
 
key
)

  
{

    
shared_ptr
<
BinaryTreeNode
>
 
node_to_insert
(
new
 
BinaryTreeNode
);

    
node_to_insert
->
key
 
=
 
key
;

    
if
(
m_root
 
==
 
nullptr
)

    
{

        
m_root
 
=
 
node_to_insert
;

        
return
;

    
}

    
insert_recursive
(
m_root
,
 
node_to_insert
);

  
}

public
:

  
typedef
 
function
<
void
(
int
 
key
)
>
 
Visitor
;

protected
:

  
// рекурсивная процедура обхода дерева

  
// cur_node - посещаемый в данный момент узел

  
void
 
visit_recursive
(
const
 
shared_ptr
<
BinaryTreeNode
>&
 
cur_node
,
 
const
 
Visitor
&
 
visitor
)

  
{

    
assert
(
cur_node
 
!=
 
nullptr
);

    
// сначала посещаем левое поддерево

    
if
(
cur_node
->
left
 
!=
 
nullptr
)

      
visit_recursive
(
cur_node
->
left
,
 
visitor
);

    
// посещаем текущий элемент

    
visitor
(
cur_node
->
key
);

    
// посещаем правое поддерево

    
if
(
cur_node
->
right
 
!=
 
nullptr
)

      
visit_recursive
(
cur_node
->
right
,
 
visitor
);

  
}

public
:

  
void
 
visit
(
const
 
Visitor
&
 
visitor
)

  
{

    
if
(
m_root
 
==
 
nullptr
)

      
return
;

    
visit_recursive
(
m_root
,
 
visitor
);

  
}

};

int
 
main
()

{

  
BinaryTree
 
tree
;

  
// добавление элементов в дерево

  
vector
<
int
>
 
data_to_sort
 
=
 
{
10
,
 
2
,
 
7
,
 
3
,
 
14
,
 
7
,
 
32
};

  
for
(
int
 
value
 
:
 
data_to_sort
)

  
{

    
tree
.
insert
(
value
);

  
}

  
// обход дерева

  
tree
.
visit
([](
int
 
visited_key
)

  
{

    
cout
<<
visited_key
<<
" "
;

  
});

  
cout
<<
endl
;

  
// результат выполнения: 2 3 7 7 10 14 32

  
return
 
0
;

}

```

Полная реализация на C++11:
```
#include
 
<algorithm>

#include
 
<cstddef>

#include
 
<utility>

template
<
typename
 
T
>

void
 
tree_sort
(
T
 
array
[],
 
std
::
size_t
 
size
)
 
noexcept

{

    
struct
 
tree_t

    
{

        
tree_t
(
T
 
&&
_value
 
=
 
T
())

        
{

            
left
 
=
 
right
 
=
 
nullptr
;

            
value
 
=
 
std
::
forward
<
T
>
(
_value
);

        
}

        
T
*
 
operator
()(
T
 
array
[])

        
{

            
if
 
(
this
->
left
)
 
array
 
=
 
this
->
left
->
operator
()(
array
);

            
*
array
++
 
=
 
std
::
move
(
this
->
value
);

            
if
 
(
this
->
right
)
 
array
 
=
 
this
->
right
->
operator
()(
array
);

            
return
 
array
;

        
}

        
tree_t
 
*
left
,
 
*
right
;

        
T
 
value
;

    
}
 
root
(
std
::
move
(
array
[
0
]));

    
for
 
(
std
::
size_t
 
idx
 
=
 
1
;
 
idx
 
<
 
size
;
 
idx
++
)

    
{

        
bool
 
inserted
 
=
 
false
;

        
tree_t
 
*
p_root
 
=
 
&
root
;

        
while
 
(
!
inserted
)

        
{

            
if
 
(
array
[
idx
]
 
<
 
p_root
->
value
)

            
{

                
if
 
(
p_root
->
left
)
 
p_root
 
=
 
p_root
->
left
;

                
else

                
{

                    
p_root
->
left
 
=
 
new
 
tree_t
(
std
::
move
(
array
[
idx
]));

                    
inserted
 
=
 
true
;

                
}

            
}

            
else

            
{

                
if
 
(
p_root
->
right
)
 
p_root
 
=
 
p_root
->
right
;

                
else

                
{

                    
p_root
->
right
 
=
 
new
 
tree_t
(
std
::
move
(
array
[
idx
]));

                    
inserted
 
=
 
true
;

                
}

            
}

        
}

    
}

    
root
(
array
);

}

```

Пример создания бинарного дерева и сортировки на языке Java:
```
// Скомпилируйте и введите java TreeSort

class
 
Tree
 
{

   
public
 
Tree
 
left
;
            
// левое и правое поддеревья и ключ

   
public
 
Tree
 
right
;

   
public
 
int
 
key
;

   
public
 
Tree
(
int
 
k
)
 
{
        
// конструктор с инициализацией ключа

      
key
 
=
 
k
;

   
}

/*  insert (добавление нового поддерева (ключа))

    сравнить ключ добавляемого поддерева (К) с ключом корневого узла (X).

    Если K>=X, рекурсивно добавить новое дерево в правое поддерево.

    Если K<X, рекурсивно добавить новое дерево в левое поддерево.

    Если поддерева нет, то вставить на это место новое дерево

*/

   
public
 
void
 
insert
(
 
Tree
 
aTree
)
 
{

     
if
 
(
 
aTree
.
key
 
<
 
key
 
)

        
if
 
(
 
left
 
!=
 
null
 
)
 
left
.
insert
(
 
aTree
 
);

        
else
 
left
 
=
 
aTree
;

     
else

        
if
 
(
 
right
 
!=
 
null
 
)
 
right
.
insert
(
 
aTree
 
);

        
else
 
right
 
=
 
aTree
;

   
}

/*  traverse (обход)

    Рекурсивно обойти левое поддерево.

    Применить функцию f (печать) к корневому узлу.

    Рекурсивно обойти правое поддерево.

*/

   
public
 
void
 
traverse
(
TreeVisitor
 
visitor
)
 
{

      
if
 
(
 
left
 
!=
 
null
)
 

            
left
.
traverse
(
 
visitor
 
);

      
visitor
.
visit
(
this
);

      
if
 
(
 
right
 
!=
 
null
 
)
 

            
right
.
traverse
(
 
visitor
 
);

   
}

}

interface
 
TreeVisitor
 
{

  
public
 
void
 
visit
(
Tree
 
node
);

};

class
 
KeyPrinter
  
implements
 
TreeVisitor
 
{

  
public
 
void
 
visit
(
Tree
 
node
)
 
{

      
System
.
out
.
println
(
 
" "
 
+
 
node
.
key
 
);

  
}

};

class
 
TreeSort
 
{

  
public
 
static
 
void
 
main
(
String
 
args
[]
)
 
{

     
Tree
 
myTree
;

     
myTree
 
=
 
new
 
Tree
(
 
7
 
);
       
// создать дерево (с ключом)

     
myTree
.
insert
(
 
new
 
Tree
(
 
5
 
)
 
);
  
// присоединять поддеревья

     
myTree
.
insert
(
 
new
 
Tree
(
 
9
 
)
 
);

     
myTree
.
traverse
(
new
 
KeyPrinter
());

  
}

}

```